# Essen, Bỉ
Essen là một đô thị ở tỉnh Antwerp. Đô thị này gồm các thị trấn Essen Centrum, Heikant, Horendonk, Wildert, Statie en Hoek. On 1 tháng 1 2007 Essen có dân số 17.143 người. Tổng diện tích là 47,48 km² với mật độ dân số là 358 người trên mỗi km².